# Oban (Neuseeland)

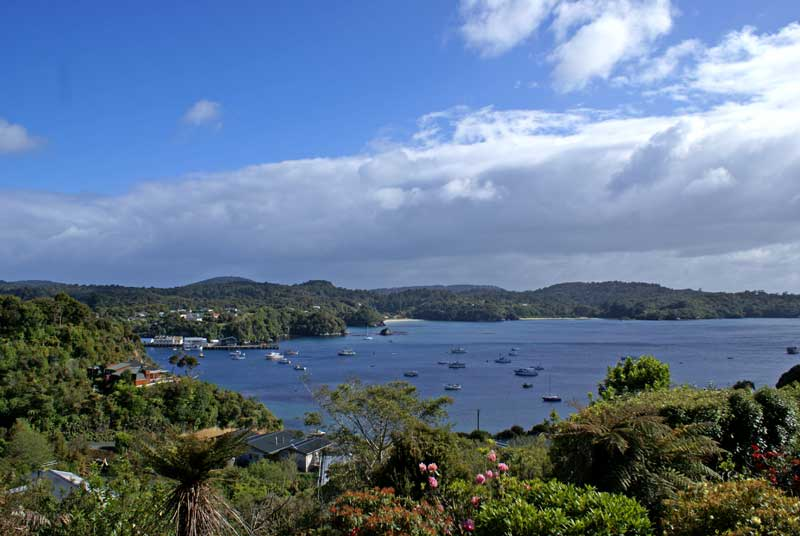
Blick über Oban und die Halfmoon Bay

Oban ist der einzige bewohnte Ort auf der neuseeländischen Insel Stewart Island, der südlichsten bewohnten Insel Neuseelands. Administrativ gehört Stewart Island zur Region Southland.

## Namensherkunft
Der Ort wurde vermutlich von einem der schottischen Siedler nach Oban in Schottland benannt.

## Geographie
Oban befindet sich an der Ostseite der Insel in der Halfmoon Bay, einer Bucht, die manchmal auch als Synonym für den Ortsnamen verwendet wird. Der Ort zieht sich nach Norden bis in die Horseshoe Bay hin und nach Süden bis zur Küste zum Paterson Inlet/Whaka a Te Wera. Bis zum Festland der Südinsel sind es von Oban aus rund 34 km in nordöstlicher Richtung.

## Bevölkerung
Zum Zensus des Jahres 2013 zählte Oban 378 Einwohner.

## Wirtschaft
Oban erlebte einen leichten Wirtschaftsaufschwung und erhielt einige Millionen an Unterstützungsgeldern von der Regierung, seitdem nach der Eröffnung des Rakiura National Park der Tourismus deutlich anstieg.

## Infrastruktur

### Straßenverkehr
Es gibt Straßenverbindung nur innerhalb des Ortes von Oban, nicht zu anderen Teilen der Insel von Stewart Island.

### Flugverkehr
Oban besitzt eine 630 m lange asphaltierte Flugpiste in einem Waldgebiet, rund 1,7 km westlich des Ortszentrums. Von dieser Flugpiste aus bestehen Flugverbindungen nach Invercargill im Süden der Südinsel.

### Schiffsverkehr
Zwischen Oban und Bluff auf der Südinsel besteht eine Fährverbindung. Gelegentlich machen Kreuzfahrtschiffe Station in Oban. Sie ankern jedoch nicht in der relativ schmalen Half Moon Bay, sondern in der Bucht des Paterson Inlets und bringen die Passagiere mit Tender-Booten zu einem kleinen Anleger in der Golden Bay. Von dort sind es etwa 700 m über einen Hügelkamm nach Oban.